# G353
G353 est une protoétoile située à  5 500 années-lumière. Elle aurait moins de 5 000 ans. Sa masse est dix fois celle du Soleil et elle est encore en train de grossir.